# 阿木燿子
阿木 燿子（あき ようこ、1945年5月1日 - ）は、日本の作詞家・女優・小説家・エッセイスト。本名は木村 広子（旧姓は福田）。明治大学文学部卒業。夫はミュージシャン・俳優の宇崎竜童。

## 人物・来歴
長野県長野市で出生、神奈川県横浜市出身。捜真女学校中学部・高等学部を卒業 後の1964年、明治大学文学部史学地理学科に入学し、軽音楽クラブに入部。そこで、後に夫となる同学年の宇崎竜童（法学部）と出会う。宇崎は入部に訪れた阿木を一目見て、「あ、嫁が来た！」と思ったという。テレビ出演では「妻・阿木燿子を語る」と題されたコーナーでの本人トークで「先輩から校門での部員勧誘を命じられ、はじめに声をかけた女の子がうちの嫁なんですよ。声かけた瞬間に、この人、昔あったことあるかな？もしかしたらこの人俺の嫁になる人じゃないかな（と思った）」その時はそれを言うのはがまんしたが幸い入部してくれたから今があると語った。
作詞家としてのキャリアスタートは、1969年、グループ・サウンズのジュリーとバロンのデビュー曲「ブルー・ロンサム・ドリーム」（作曲は宇崎竜童）。1971年12月に宇崎と結婚。宇崎竜童が率いるダウン・タウン・ブギウギ・バンドに書いた「港のヨーコ・ヨコハマ・ヨコスカ」は、1975年の大ヒット曲になった。
その後、多くは宇崎が作曲し阿木が作詞するというコンビで、多数のヒット曲を世に出す。特に山口百恵の全盛期から引退までのヒット曲の多くは、このコンビによるものである。
また、女優としてドラマや映画にも出演。出演作は多くはないが、大胆なラブシーンも演じて熟れた肉体を披露、独特のスローなテンポと相まって大人の女性を演じて見せた。また作家としても多数の著書があるなど、多才ぶりを発揮。
フラメンコにも挑戦し、「FLAMENCO曽根崎心中」（2001年度文化庁芸術祭舞踊部門・優秀賞）の公演プロデュースなどの活動がある。
2006年には、映画『TANNKA 短歌』で、初脚本・初監督を務める。
2016年には夫の宇崎とともに「いい夫婦の日 パートナー・オブ・ザ・イヤー」を受賞。
2019年には夫の宇崎とともに「第10回岩谷時子賞 特別賞」を受賞

## エピソード
- 元来の美貌・スタイルのよさ・内面性から、カネボウ化粧品の専属契約を永年続けていた。
- かつて美容関連の単行本のインタビューで「（美容の秘訣として）1日に2リットルの冷たい水を飲むこと（特に起床時は必ず少量でも飲む）と、数十種類の野菜を食べること」と語った。「外食時も、野菜の副菜・一品ものをメインの料理とは別に注文し、テーブルが一杯になったことも多々ある」「よくよく調べたら、ある一日あたり50〜60種の野菜を採っていたということもザラだ」とも告白。
- 大学の同期で音楽サークルの同窓だった宇崎とは、永年のおしどり夫婦で知られる[13]。また阿木は大の酒好きなのに対して、宇崎は一滴も酒を飲まないことも知られる。
- 漫画家の石ノ森章太郎とは飲み友達で、その縁から『仮面ライダーBLACK』等の石ノ森が原作を手がける特撮作品の主題歌を担当する事になり、以後も特撮ヒーロー作品を手がける。
- 阿木は、「新タワー名称検討委員会」の委員10名[注釈 2]のうちの一人に任命された。そして、一般公募で寄せられた計1万8606件（1万7429件という説も）の名称案をふるいにかける2008年3月の委員会の場では、数件に過ぎなかった東京スカイツリーをピックアップした。『ジャックと豆の木を連想した』というように熱弁を振るって推したこともあり、阿木の意見が通り、その名称案は、「新タワーネーミング全国投票」にノミネートされる6つの最終候補に残ることとなった[14]。

## 賞詞
作詞関連
- 日本レコード大賞
  - 作詞賞（第18回・昭和51年）「横須賀ストーリー」
  - 最優秀新人賞（第18回・昭和51年度）「想い出ぼろぼろ」
  - 大賞（第21回・昭和54年）「魅せられて」
  - 大賞（第28回・昭和61年）「DESIRE -情熱-」
- 日本作詩大賞
  - 大衆賞（第9回・昭和51年度）「横須賀ストーリー」
  - 作品賞（第9回・昭和51年度）「想い出ぼろぼろ」
  - 作品賞（第11回・昭和53年度）「プレイバックPart2」
  - 大賞（第12回・昭和54年度）「魅せられて」
- 日本レコードセールス大賞作詩賞（第10-12回・昭和52-54年）
- 報知映画賞最優秀助演女優賞（第5回・昭和55年度）「四季・奈津子」[6]

その他
- 紫綬褒章（2006年11月3日受章）[15]
- 明治大学特別功労賞（2008年10月19日受賞）
- 旭日小綬章（2018年4月29日受章）[16]

## 作詞

### あ行
- 赤坂晃
  - ホウキ・ツイスト
  - さよならなんて言う気はないさ
- 浅沼友紀子
  - 憧れはオクターブハイの空へ（フジテレビ系ドラマ『どっきり天馬先生』主題歌）
  - SEE YOU AGAIN
  - 恋10倍楽しくする方法
  - あなた恋して
  - 失楽園83
  - LUCKY LADY
  - アイドルなんかになりたくない
- 明日香
  - 彼岸花咲いた
- 梓みちよ
  - 女達のキィ・ワード
  - UP AND DOWN
  - 熱帯夜
  - フィニッシュ
  - よろしかったら（日本専売公社「パートナー」CMソング）
  - ビロードの爪
  - 淋しい兎を追いかけないで
  - コーランの恋人
- 荒木由美子
  - 渚でクロス
  - 季節風
  - ヴァージン・ロード
  - つむじ旋風（かぜ）
  - ミステリアス チャイルド
  - 春の妖精（テレビ朝日系ドラマ『燃えろアタック』挿入歌）
  - グッド・バイ・ジゴロ
  - 人魚の赤いくつ
  - Lの悲劇
  - ダンシング・パートナー
  - 横須賀ストーリー（アルバム『ヴァージン・ロード/渚でクロス』）
  - 木洩れ日（アルバム『ヴァージン・ロード/渚でクロス』）
  - イミテイション・ゴールド（アルバム『ヴァージン・ロード/渚でクロス』）
  - 春に吹かれて（アルバム『ヴァージン・ロード/渚でクロス』）
  - 風たちの午後（アルバム『ヴァージン・ロード/渚でクロス』）
  - 愚図（アルバム『ヴァージン・ロード/渚でクロス』）
  - ピンナップ・ガール（アルバム『PIN-UP GIRL』）
  - バス・ルーム13（アルバム『PIN-UP GIRL』）
  - キャンディ・ラブ・バイ・バイ（アルバム『PIN-UP GIRL』）
  - シシリア・ムーン（アルバム『PIN-UP GIRL』）
  - 今夜はALL RIGHT（アルバム『PIN-UP GIRL』）
  - 恋を知らなければ（アルバム『PIN-UP GIRL』）
- 淡谷のり子
  - 花宵闇
- ANNA（中村あゆみ・相川七瀬）
  - W・ブッキング
  - ミュージック・ミューズ
- 生稲晃子
  - 昔だったら
- 石井明美
  - 響きはtutu
  - YOU MAKE ME HAPPY
  - 貴方のもの ～Belonging To You～（日本語詞）
  - 恋のプレリュード〜When You Tell Me That You Love Me〜（日本語詞）
- 石川さゆり
  - さよならの翼
  - 風祭
  - 雪割草
  - 愛告鳥
  - なでしこで、候う
  - 何処へ
  - 石畳
- いしだあゆみ
  - 羽衣天女
  - 囁きのリフレイン
- 石嶺聡子
  - Shine
  - 幸福(しあわせ)ドミノ
- 伊藤蘭
  - Let's・微・smilin’
- 因幡晃
  - 痩せ地の薔薇
- 井上陽水
  - 風のエレジー
- 今井翼
  - 純
- 岩崎宏美
  - 媚薬
  - パンドラの小箱
  - さよならの挽歌
  - 夕暮れメヌエット
  - 恋人たち
  - ラブ・アラベスク
  - スリー・カラット・ダイヤモンド
  - 小夜曲（セレナーデ）
  - 微笑の翳り
  - めぐり逢い伝説
  - マチネへの招待
  - やさしく叱って
- ザ・ヴィーナス
  - キッスは目にして!
- 上田由紀
  - アイ・シティ
  - Dream Girl
- 宇崎竜童
  - 亡きジョン・レノンとヨーコ夫人に捧ぐ
  - 夜光虫
  - ロック魂
  - 炎の女
  - ハッシャバイ・シーガル
  - TATTOOあり
  - 愚かしくも愛おしく
  - ジゴロ ライセンス
  - 地平線
  - DAY DREAM
  - Please
  - Sorry
  - ALL THE WAYHOME
  - 悪女その一
  - 200X
  - ベスト・メッセンジャー
  - 誰も居ない八月
  - 無沙汰
  - 幻の通販生活
  - ピエロ達の季節
  - GIFT～山口百恵さんに感謝をこめて
  - 千の憧れ 千の恋唄
  - 悪女その後
  - Kut's ～西澤ヨシノリに捧ぐ～
  - SMOKE & BOURBON
  - 12月
- 宇崎竜童 & RUコネクション with 井上堯之
  - This is My Life
  - THAT ROCK'N ROLL SONG
  - 黄昏の慕情
  - GET READY TO ROCK
  - SOUL SEAECHING
  - 相聞歌
  - コードレス・ラヴ
  - 平成ジェントルマン
  - ある目撃
  - ある風景
  - ベッドとピストル
  - Last Love Song
  - DEEP INSIDE OF YOU
  - 好きにしな
  - 何故か昨日みた薔薇
  - LOVE EMOTION
  - 不良
  - 洒落にならない
  - あなたがあなたなら
  - 殺意よりも激しく
  - 落日のセイリング
  - 鳥の瞳で
  - God Bless Tokyo
  - COMING SOON
  - ええねん
  - あれからどうした
  - We are
  - Say No
  - Thank you for the music
- 内田裕也
  - ONE NIGHTララバイ
- 内海美幸
  - 告白
  - 思い出に恋して
- うつみ宮土理
  - 情事
- 梅沢富美男
  - 恋曼陀羅（『必殺仕事人V・激闘編』挿入歌／第19話 - 33話）
- H2O
  - 想い出がいっぱい
  - 10％の雨予報
- ESCOLTA
  - ときめきに溺れて
  - ソル イ ソンブラ
- 大石まどか
  - 他人行儀
  - 春遠からじ
- OK's
  - 聖五月～光に恋して～
  - サンパティック・ラブ
- 大沢逸美
  - ジェームス・ディーンみたいな女の子
  - キリキリ舞い
  - SEVEN DAYS' JOURNEY
  - のっぽのキャプテン
  - How Do You Do? It's Me
  - スクウェア・ボーイ
  - 夢みるvacation
  - 土曜の夜のMr. D.J.
  - ただいま初恋中
  - 楽しまなくちゃスクールデイズ
  - 罰ゲーム
  - 17歳は一度きり
- 大竹しのぶ
  - しあわせ語らひ人
- 太田裕美
  - あさき夢みし
  - シングル・ガール
  - 想い出達の舞踏会
- 大友康平
  - 夢の別の名前
- 大西ユカリ
  - やたら綺麗な満月
  - 「まだ」と「もう」の間
  - One night,pretender
  - キィワード
  - このままあなたと
- 大西ユカリと新世界
  - 真夜中に聴いた歌
- 大東恵
  - 扉を開けて 〜TAKE A CHANCE〜
- 大塚純子
  - RISKY
  - アクエリアス・エイジ（水瓶座世代）
- 岡田淳一
  - 茅ヶ崎ブルース
- 沖田浩之
  - E気持
  - 半熟期
  - はみだしチャンピオン
  - 俺をよろしく
  - 隠れアムール
  - ジェームス・ディーン・ジュニア
  - 青春フットワーク
  - どうにかなっちゃう前奏曲
  - とっちらかってTIME SLIP
  - 揺れる19才
  - 喧嘩ブギー
  - 汚れた天使
  - 海よforever
  - My name is HIRO
  - ANIKI
  - シンガーソングライター
  - DIARY
  - 明日に向かって
  - プールサイドでタキシード
  - ペーパーバックミステリー
  - 兄貴のフィアンセ
  - Red Shoes Lady
  - 恋は TAKE ONE OK!!
  - 誘惑の夏
  - スモーキー・タウン
- 荻野目洋子
  - 流星少女
  - 虹色シンドローム
- 小田陽子
  - 麗し色の密林（ジャングル）
  - 嘘はダイヤモンド
- 小野リサ
  - まだ恋が足りない
- オルリコ
  - 空と海とこの愛と
  - 砂の女

### か行
- 梶芽衣子
  - 欲しいものは
  - 袋小路三番町
  - 残り火
- 柏原芳恵
  - ちょっとなら媚薬
  - Blue Honeymoon
- 金井夕子
  - スリランカ慕情
- 金田賢一
  - ピリオド
  - Misty Lady
- 川崎麻世
  - 天使の顔につばを吐け
  - 自由の女神をぶちこわせ
  - タブー・ラブ
  - 甘いキッス
  - カトリーヌの海
  - 行儀の悪い娘
- 川島なお美
  - ティファニーで朝食を
  - 暗くなるまで待って
  - 薔薇の花みだら
  - 炎の微笑
- 北原ミレイ
  - おふくろを恋うる唄
- 木梨憲武
  - 不機嫌なモナリザ
  - 命綱 feat. マツコデラックス, ミッツ・マングローブ & ピンドン・ノリ子
  - サクセス
  - ジグソーパズル feat. 中井さんと木梨くん。
- 木の実ナナ
  - 愛人(アマン)
  - 居酒屋
  - 夢陽炎
  - 気まぐれ屋さん
  - 恋愛予報
  - 宵ざめ
  - 男嫌い
  - ひとり唄
  - 紙吹雪
- キム・ヨンジャ
  - 夢がたり
  - 蜜月
- 木元ゆうこ
  - チェリーガーデン（桜の園）
  - 聖女じゃない
  - ペガサス・ハネムーン
  - 美少女メーカー
  - 悲しみはAタイプ
  - 好奇心ゲーム
- キャンディーズ
  - 微笑がえし
  - かーてん・こーる
  - インスピレーション・ゲーム
  - グッド・バイ・タイムス（下2曲は『FINAL CARNIVAL Plus One』に収録）
- 久我直子
  - 初めが肝心
  - ステディ
- 工藤夕貴
  - 旅立ちの唄
  - 新しい冒険の始まり
- 倉橋ルイ子
  - 愛よ天まで
  - 幾春別の詩
  - 彼岸花より紅く
  - 今日より永遠に
- Greeen Eyes
  - みどりに逢いたくて（『第18回全国都市緑化フェアイメージソング』 2001年）
- 桑名将大
  - 満ち潮午前零時
- 研ナオコ
  - 愚図
  - 一年草
  - 馬車道
  - あなたと私のティータイム
  - パントマイム
  - あの子
  - 笑い上戸
  - メルヘン通り
  - 微笑の挽歌
  - 堕天使メロディ"DOMINO"（日本語詞）
  - Tokyo見返り美人
  - 星曜日に会いたいね
  - 弥生
  - シャイだった
  - My body and soul
- 香坂みゆき
  - 乾いた花
- 郷ひろみ
  - 帰郷
  - お化けのロック（郷ひろみ&樹木希林）
  - 禁猟区
  - ブラック・ジャック・サンデー
  - ときめきの午後
  - TWO PAIR
  - ピ・ラ・ミ・ッ・ド（つのだ☆ひろと共作）
  - 寂しさの果てなん国へ
  - HELL OR HEAVEN（地獄か天国）
  - HIGHWAY TROUBLE
  - ホルス伝説
  - 奇しくも はかなくも おかしくも悲しい物語
  - ハリウッド・スキャンダル
  - 白夜のクイーン
  - 地上の恋人
  - TATTOO
  - ナイヨ・ナイヨ・ナイト
  - 追憶の嵐
  - 抱かれた花嫁
  - ダイアナ行進曲
  - How many いい顔
  - 若さのカタルシス
  - 魔女裁判
  - 未完成
- 梢ひとみ
  - 明日から愛して
- 伍代夏子
  - 都忘れ
  - 横顔慕情
- 後藤真希
  - インナーチャイルド
- 小林旭
  - みだれ雲

### さ行
- 西郷輝彦
  - ロード・ショウ
  - Silver sun
- 坂本冬美
  - 日々是好日
- 笹野高史、宮武祭
  - グランパツイスト
- 沢田研二
  - 夜の河を渡る前に
- 沢田知可子
  - 白夜のように
  - 気分はシャレード
- 沢田富美子
  - ノルマリーナ・ミーシャ（好きだわミーシャ）
  - ナターシャの子守唄
- 柴田恭兵
  - ドリーム
- シブがき隊
  - My Way My Love宣言
- JY
  - フェイク
- ジュスカ・グランペール
  - 千年の戀
- ジュディ・オング
  - 魅せられて
  - クレタ島の夜明け
  - 白の幻想
  - オリンボス・ハネムーン
  - ミノコスの謎
  - 食前酒をどうぞ
  - 惑いの午後
  - 愛と哀の間
  - 麗華の夢
  - 朝なのに黄昏
  - ソフィアの宴
  - ひとひらの雪
  - 小指のジェラシー
  - アムールな関係
  - 言葉
  - 逢いたがり
  - 上海椿姫
  - 曲り角の女
- ジュリーとバロン
  - ブルー・ロンサム・ドリーム
- ジェロ
  - 東京漂流
- 庄野真代
  - ハーレクイン・ロマンス
  - ピエロ化粧
- Joelle
  - Lucky Maria
  - 裸身
  - I Miss You
- ジョー山中
  - ララバイ・オブ・ユー
- ジョニー大倉&ベイ・ジャンク外人部隊
  - 愛は死線を越えて
  - マタハリ・ジュテーム
- 陣内孝則
  - 現在人(Imagine)
  - からっ風野郎
  - ジルバ エブリディ
- 菅原文太☆愛川欽也
  - 一番星ブルース
- SCANDAL
  - KOSHI-TANTAN（共同）
  - スキャンダルなんかブッ飛ばせ
- 杉山清貴
  - 風を感じる街～yokosuka
- 鈴木雅之
  - アダムな夜
  - バッカス ブルース
  - 永遠の迷宮
- 瀬川瑛子
  - 笑いじわ
  - 立つ鳥
- 瀬戸朝香
  - エンプティ
- 世良公則
  - 導火線
- 静岡大成中学校・高等学校校歌
- 清水みなと祭り港かっぽれ
  - 活惚レゲエ KAPPOREGGAE
  - かっぽれ侫武夛
  - かっぽれエイサー
  - かっぽれ・フラメンコ
  - 富士山の如し

### た行
- ダウン・タウン・ブギウギ・バンド
  - 港のヨーコ・ヨコハマ・ヨコスカ
  - サクセス
  - 沖縄ベイ・ブルース
  - 身も心も
  - 裏切者の旅
  - ア! ソウ
  - トラック・ドライビング・ブギ
  - アレイ・キャット
  - レイジー・レディー・ブルース
  - ベース・キャンプ・ブルース
  - ダウン・タウン・ならず者懺悔
  - トランペット葬送曲
  - 哀しみの河
  - おまえの為のブルースシンガー
  - うらぶれた部屋で
  - 赤坂・一ッ木・どん底周辺
  - 夕哭のブルース
  - 哀しみのディスコティック -長崎ナイト・パレス、クローズド-
  - 欲望の街
  - しのび逢い
  - Ja-Na
  - あゝブルース
  - Ballad
  - 愛のテーマ
  - 商品には手を出すな!
  - 愛しのティナ
  - OUR HISTORY AGAIN -時の彼方に-
  - あれ！
  - 鉄砲玉
  - 昼顔の朝
  - ワンナイト・ジャム・セッション
  - GOLD AND SILVER （金と銀）
  - DOWNTOWN ANGEL
  - 新宿バックストリート
  - 見果てぬ夢のブルース
  - ブルー・ブルース
  - 哀愁のブルー･ノート
  - KISS ME
  - MINE
  - 沖縄8･15
  - 乗継ぎステーション
  - ホノルル･コネクション
  - オールド･ブラック･ジョー3世
  - バック･ドア
  - メロメロ･ボーイ
  - ジャスト・ワンモア・タイム
- 髙橋真梨子
  - はがゆい唇
- 高橋リナ
  - そしてギルティ
  - Like music
- 多岐川裕美
  - Body Coquetry
  - 白夜の恋人達
- 舘ひろし
  - ビバ！ビバ！バンビーナ
- タッキー&翼
  - 24時間・美happy
- 田原俊彦
  - Dangerous Zone
  - フェミニスト
  - Dear 迷える獅子達
- 高杢禎彦
  - I don't know yet!（アルバム『HONMOKU1971』に収録）
  - 何処にいても（アルバム『HONMOKU1971』に収録）
- TAMAO・KIYOSHI（中村玉緒と氷川きよしのユニット）
  - ラブリィ
  - 誓い
- 宝塚歌劇団雪組
  - 伝説（レジェンド）誕生（2014年）（作曲は宇崎竜童。壮一帆・愛加あゆの退団公演のショー『MY DREAM TAKARAZUKA』のために提供された楽曲[17]。）
- 地井武男/生稲晃子
  - Oh!散歩日和
- ちあきなおみ
  - 風の大地の子守り唄
  - アフリカン・ナイト
- 寺島まゆみ
  - はしゃぎすぎ
- 東京キッドブラザース
  - ハメールンの笛
  - キャリア・ガール・ブギ
  - モア・モア・サンシャイン
  - ハンド・イン・ハンド
  - 預言者のうた
- 鳥羽一郎
  - 海よ 海よ
  - 若桜
- 豊島たづみ
  - とまどいトワイライト
  - 寝た子を起こす子守唄

### な行
- 内藤やす子
  - 想い出ぼろぼろ
  - とまり木
  - ないないづくし
  - 手のひらの中の地図
  - 私のいい人
  - 火のこ
  - あるアングル・トライアングル
  - 私のいい人
  - 酔ヶ浜
  - サタデー・クィーン
  - 欲望
  - 主は変われど
  - 三番列車で
  - F#m
  - やさしさ尋ね人
  - 逆流
  - お人好し
  - 熱砂
  - 絶望×絶望
  - 家なき子に出逢ったら
  - 影の栖
  - 言い訳
  - KOKU-HAKU vol.1
  - NO MORE ENCORE
- 中森明菜
  - DESIRE -情熱-
  - ヴィーナス誕生
  - 時にはアンニュイ
- 中山圭子
  - パパが私を愛してる
  - ブルーバスケット
- NASA
  - 誘惑ゾーン4425
  - 南十字星(サザンクロス)をおいかけろ
- 夏木マリ
  - 悲しみ上手
  - TWICE
- 西田ひかる
  - アネモネ
- ネーネーズ
  - 余所の人
- 根津甚八
  - FAR AWAY
  - 乳と蜜と流れる土地
- NO PLAN
  - 志なかば

### は行
- 白竜
  - 晴れた日にX-day
- 橋本美加子
  - 個人生活―プライバシー―
- 橋幸夫
  - 絆
- 幡千恵子
  - 思わせ振り
- 林部智史
  - 恋衣 (作曲:来生たかお)
  - 虹めいて
  - 七つの子・その後
- 原田悠里
  - ビロードの夢
  - レクイエムなら歌わないで
- 原田芳雄
  - レイジー・レディー・ブルース
  - I Saw Blues
  - ニューヨーク漂流
  - ブルースで死にな
  - 新宿心中
  - 山猫スト
  - マッカーサーのサングラス
  - 腕（かいな）
  - 石榴（ざくろ）
  - B級パラダイス
  - 魂の1/2
  - I Been Down（作詞：M. Keener＜日本語詩：阿木燿子＞
- 原めぐみ
  - 唇に悪夢 (作曲:泰英二郎)
  - サン・バーン
  - 熱いほどミスキャスト
  - 結婚しない女
- 播東和彦
  - 永遠にtoo late
- ビッグ・マンモス
  - ピンポンパン体操「ミクロの探険隊」（お兄さん（金森勢）、ビッグ・マンモス、ピンポンパンちびっこ合唱隊）
- 平原綾香
  - 世界で一番幸せな娘
- 藤あや子
  - たそがれ綺麗
- 藤井尚之
  - Final Finale
- 藤圭子
  - 面影平野
  - 圭子のドンデン節
  - 銀座流れ唄
  - 猫と女
  - 酔い酔い酒場
  - 女文字
  - 螢火
- 藤井一子
  - 初恋進化論
  - わがままマーメイド
  - スパンク－平手打ち－
  - 笑顔をのこして
- 堀内孝雄
  - 運河

### ま行
- MAISA
  - 何処にいてもI love you
  - 明日という別の日
- 増田惠子
  - 愛唱歌
- 町田義人
  - サロメ・ファンタジア
  - 風のように（女奴隷達の歌）
- 松下里美
  - 自惚れ手紙
- 黛ジュン
  - 風の大地の子守り唄
  - アフリカン・ナイト
- マリー with メデューサ
  - 狂い咲きライラック
  - ブラディ・マリー
  - ムッシュSOLONG
- 真璃子
  - 不良少女にもなれなくて
- MIE
  - ブラームスはロックがお好き
  - Today's My Birthday
  - 舞姫TONIGHT
  - 彼と私と女友達
  - タヒチ地中海クラブ
  - Don't Call Me,Mr.X
  - アニマルハウス
  - 世界中の……に片想い
  - 曖昧MIE
  - After Five Friday
  - 真珠泥棒
  - 貿易風
  - モア・モア
  - ジェラシー・ホームズ
- 三浦祐太朗
  - 菩提樹
- 水谷豊
  - やりなおそうよ
  - ミッド・ナイト・ムービー（深夜劇場）
  - 表参道軟派ストリート
  - 小道具
  - 逆光の中
  - 大道具
  - あなたに捧げるララバイ
  - 船乗りのメルヘン
  - 告白囃子
  - 田園風景
  - 故郷フィーリング
  - 我楽多マップ
  - カリフォルニア・コネクション
  - 僕らの時代
  - あす陽炎
  - 旅ごころ
  - リターン 海へ
  - もういいかい
  - 人生ロマン派
  - 俺達のマドンナ feat. 宇崎竜童
- 水元秀二郎
  - きっかけは港町
  - 夜明け
- 三田寛子
  - 駈けてきた処女（おとめ）（作曲：井上陽水）
  - 夏の雫（作曲:井上陽水、編曲：坂本龍一）
  - ふたりぽっち物語（作曲：井上陽水、編曲:坂本龍一）
  - ひとりぽっちの卒業式
  - カサノヴァ・サンバ
  - 野菊いちりん（作曲：村下孝蔵）
  - 秋麗（あきうらら）
  - 16カラットの瞳（アルバム『16カラットの瞳』）
  - ストロベリー・バースデイ（アルバム『16カラットの瞳』）
  - 恋の入口（アルバム『16カラットの瞳』）
  - 秋風メランコリー（アルバム『メランコリー・カラー』）
  - コスモスは知らない（アルバム『メランコリー・カラー』）
  - 五月雨デイト（アルバム『メランコリー・カラー』）
  - 待ちびと（作曲：岸田智史）（アルバム『夢路』）
  - かんにん（作曲：岸田智史）（アルバム『夢路』）
  - 夢路（作曲：村下孝蔵）（アルバム『夢路』）
- 三田村邦彦
  - 自惚れ（『必殺仕事人IV』挿入歌／第1話 - 22話）
- ミッキー
  - 薔薇のレジスタンス
- 南こうせつ
  - 夢一夜
  - 海と君と愛の唄
  - 冬仕度
  - 少年と海
  - れくいえむ
  - 友ありて
  - Tears
  - 遅れてきた男
  - コンサート・ツアー
  - 恋路
- 三波豊和
  - 青春のカタログ
  - うそのなる木
- 三原じゅん子
  - とてもいけない過去
- 都はるみ
  - BIRTHDAY
  - 花の乱
- 持田真樹
  - 旅立ちの唄
  - 秋は淋しい
- 桃井かおり
  - 口説いてくれて
  - ◯あぬきいじょう物語
  - うんと年下の彼
- 森川由加里
  - 東京チャキチャキ気質
  - 黄昏綺麗
- 森進一
  - 風のエレジー
- 森昌子
  - 花魁
  - 惚れさせ上手
  - 道行華

### や行以降
- 薬師丸ひろ子
  - ジャンヌ・ダルクになれそう
  - アドレサンス（十代後期）
  - 紳士同盟（角川映画『紳士同盟』主題歌）
  - ハードデイズ ラグ
  - 2×2 Two by two
- 安岡力也
  - 怒りの天使
- 山川豊
  - 霧雨のシアトル
  - 虹色の心
  - ナイアガラ・フォールズ
  - メープル街道
- 山口百恵
  - 木洩れ日
  - 碧色の瞳
  - 幸福の実感
  - 横須賀ストーリー
  - Game is Over
  - 陽炎
  - クラブサンドウィッチはいかが？
  - 自転車の上の彼
  - 風たちの午後
  - モノトーンの肖像画
  - オレンジ・ブロッサム・ブルース
  - 初恋草紙
  - 夢先案内人
  - 春に吹かれて
  - I Came From 横須賀
  - いた・せくすありす
  - 鏡の中のある日
  - 赤のシリーズ・四人の少女に捧げる 約束
  - 間奏曲
  - お菓子職人
  - 二十歳前夜
  - ボーイッシュ・ベイビー
  - ミス・ディオール
  - 歌い継がれてゆく歌のように
  - 「スター誕生」Again
  - イミテイション・ゴールド
  - 花筆文字
  - MADE IN U.F.O.
  - 言はぬが花
  - 1 2⁄3
  - 寒椿
  - 乙女座 宮
  - 視線上のアリア
  - Space Opera
  - Time Travel
  - プレイバックPart2
  - 賭け
  - プレイバックPart1
  - たそがれ祭り
  - 絶体絶命
  - 落葉の里
  - 幻へようこそ
  - 霧雨楼
  - 曼珠沙華
  - 横須賀サンセット・サンライズ
  - 美・サイレント
  - マホガニー・モーニング
  - 愛の行方
  - 喰べられてしまった獏
  - 水曜日のクオレ
  - 想い出のミラージュ
  - 夜へ…
  - 愛の嵐
  - シニカル
  - 喪服さがし
  - A GOLD NEEDLE AND SILVER THREAD
  - タイトスカート
  - しなやかに歌って
  - 娘たち
  - 謝肉祭
  - イントロダクション・春
  - ロックンロール・ウィドウ
  - アポカリプス・ラブ
  - さよならの向う側
  - 死と詩 death and poem
  - 海から零へ
  - 不死鳥伝説
  - Miss Boy
  - ブラックボール
  - テレパシーナ
  - Who
  - ダンシング・スターシャイン
  - スペース・トラブル危機一髪
  - 輪廻
  - あやつり人形館
  - 神様のおぼし召し
  - 子守唄（ララバイ）
  - あなたへの子守唄
- 由紀さおり
  - 薔薇と同情
  - 泣き笑い上戸
  - 等身大の履歴書
  - Shall we dance Waltz
- 吉田拓郎
  - とんと御無沙汰
  - まァ取り敢えず
- 米倉利紀
  - EGOISTIC SUMMER
- 竜童組
  - 八木節イントロデュース
  - 竜童組かぞえ唄
  - 祭囃子がうねるよ
  - 十六夜小夜曲
  - GET IT BACK
  - COSMOS GARDEN
  - AH! SO ONDO
  - 桃源郷
  - 吹雪絶唱
  - BUBBLE UP BOOGIE
  - UNBELIEVABLE
  - TEYA TEYA I WANT YOU
  - 赤道
  - YO-SORO
  - 侍・BLOOD
  - GENIUS
  - ORIENTAL MOON
  - 島の女
  - 阿吽
  - 1989・REQUIEM
- ロベルト・杉浦
  - ダメウンベソ（日本語詞）
- 若林ケン
  - 街角の母
  - 望郷
- 和田アキ子
  - もっと自由に（Set me free）
- 渡辺典子
  - 少年ケニヤ（『少年ケニヤ』主題歌）
  - 晴れ、ときどき殺人（『晴れ、ときどき殺人』主題歌）
  - 星座の旅
  - いつか誰かが…（『いつか誰かが殺される』主題歌）
  - moreそしてmore
  - あこがれ座
  - 一人旅をしなさい　
  - 女優誕生
  - カムイの剣（『カムイの剣』主題歌）
  - カムイの子守唄

### 特撮・アニメ
- 『新竹取物語 1000年女王』（1981年）
  - コスモスドリーム（高梨雅樹） - 主題歌
  - まほろば伝説（石川まなみ） - エンディングテーマ
  - 明日の明星（ヴィーナス）（戸田恵子）
  - ラーメタルララバイ（潘恵子）
  - 飛べ！鉄のペガサス（高梨雅樹）
  - さよならからの旅立ち（石川まなみ）
  - 星空のメッセージ（潘恵子、スラップスティック）
  - 愛は翼に乗って
- 『世界名作劇場 アルプス物語 わたしのアンネット』(1983年）
  - アンネットの青い空（潘恵子） - 主題歌
  - エーデルワイスの白い花（潘恵子） - エンディングテーマ
  - すてきすてき勇気（潘恵子） - 挿入歌
  - お空にこんぺいとう（潘恵子） - 挿入歌
- 劇場版アニメ『ゴルゴ13』(1983年）
  - プレイ・フォー・ユー（シンディ・ウッド） - 主題歌
  - ゴルゴ13 and I（シンディ・ウッド） - ED
- 『オバケのQ太郎』（1985年）
  - 大人になんかならないよ（天地総子） - 主題歌
  - BELIEVE ME（浜田良美）- エンディングテーマ
- 『うる星やつら』（1985年）
  - 殿方ごめん遊ばせ（南翔子）- オープニング／第189話 - 218話
  - Good Luck 〜永遠より愛をこめて（南翔子）- エンディング／第189話 - 218話
  - ハーフムーンはときめき色（南翔子）- 挿入歌
- 『仮面ライダーBLACK』（1987年）
  - 仮面ライダーBLACK（倉田てつを） - 主題歌
  - ブラックホール・メッセージ（五十嵐寿也） - 挿入歌
  - 仮面ライダーBLACK 〜星のララバイ〜（五十嵐寿也）- 挿入歌
  - Long Long Ago, 20th Century（坂井紀雄） - エンディングテーマ
- 『真・仮面ライダー 序章』（1992年）
  - Forever（渡辺典子） - 主題歌
- 『重甲ビーファイター』（1995年）
  - 重甲ビーファイター（石原慎一） - 主題歌
  - 地球孝行（石原慎一） - エンディングテーマ
  - この星のためならば（石原慎一）- 挿入歌
  - 今こそ勝利を（石原慎一）- 挿入歌
- 『ビーファイターカブト』（1996年）
  - ビーファイターカブト（樫原伸彦） - 主題歌
  - 大声で歌えば（樫原伸彦） - エンディングテーマ
  - Wake up Justice（石原慎一）- 挿入歌
  - 両手で抱きしめたい（石原慎一）- 挿入歌
- 『ドッとKONIちゃん』（2000年）
  - キャラだもん（篠龍・篠原ともえ、宇崎竜童）- オープニング・テーマ
- 『ドラえもん』（2005年）
  - ハグしちゃお（夏川りみ） - 主題歌
- 『魔進戦隊キラメイジャー』（2020年）
  - ワンダー守護神（クリスタリア宝路（庄司浩平））- 第31話エンディングテーマ

## 出演

### 映画
- 四季・奈津子（1980年） - 報知映画賞助演女優賞
- 家族ゲーム（1983年）- 吉本勝（松田優作）の恋人 役
- ア・ホーマンス（1986年）
- 化身（1986年）
- 夏草の女たち（1987年）- 主演・稲垣雅代役[18]
- デビルマン（2004年）

### テレビドラマ
- ミセスと僕とセニョールと（1980年、TBS）
- ドラマ人間模様・追う男（1986年、NHK総合） - 滝口小夜子 役
- となりの女（1986年、TBS）
- 火曜サスペンス劇場 戸籍のない夫婦（1986年、日本テレビ）
- あまえないでヨ!（1987年1月 - 3月、フジテレビ） - 主人公 西丸直（斉藤由貴）の母親 役
- 女優競演サスペンス「ジェラシー」（1987年、関西テレビ）
- 土曜ワイド劇場（テレビ朝日）
  - 「女弁護士・朝吹里矢子10 軽井沢、白と黒の同窓会!」（1988年）
  - 「松本清張作家活動40年記念・霧の旗」（1991年） - 河野径子 役
  - 「タクシードライバーの推理日誌6 再会した女」（1995年） - 大町千紗 役
- びいどろで候〜長崎屋夢日記（1990年、NHK総合） - 写楽斎 役
- 代表取締役刑事（1990年 - 1991年、テレビ朝日） - 橘麻子 役
- 七人の女弁護士 第2シリーズ 第5話「過去からの殺人者!離婚妻へ恐怖の匿名電話が…」（1991年、テレビ朝日）
- ポケベルが鳴らなくて（1993年7月 - 9月、日本テレビ）
- 上を向いて歩こう!（1994年、フジテレビ）
- 火曜サスペンス劇場「警部補 佃次郎1 幻の男」（1996年、日本テレビ）
- ハッピー 愛と感動の物語（1999年、テレビ東京） - 森本美智子 役
- 月曜ミステリー劇場 (TBS)
  - 「宗像教授伝奇考1」（2000年） - 林麗子 役
  - 「税務調査官・窓際太郎の事件簿9」（2002年） - 内村早苗 役
- 女と愛とミステリー「松本清張特別企画・喪失の儀礼」（2003年、テレビ東京） - 大塚さち子 役
- 水曜ミステリー9 夏樹静子サスペンス特別企画/四文字の殺意 ひめごと （2008年2月6日、テレビ東京） - 深井由加子 役

### その他の番組
- 第57回NHK紅白歌合戦（2006年12月31日、NHK総合・ラジオ第1） - 審査員
- 僕らの音楽（2007年3月23日、フジテレビ） - 桜井和寿 (Mr.Children) と対談
- ラジオ深夜便（2011年2月28日11時台 - 3月1日0時台、NHKラジオ第1・FM）ミッドナイトトーク
- 宇崎竜童の銘曲ビストロ〜新時代へのメッセージ〜（2019年4月8日 - 、BSフジ）
- ワルイコあつまれ（2022年7月9日、NHK Eテレ）

## 書籍
- 『十六夜小夜曲』新潮文庫 1985
- 『プレイバックPart III』新潮文庫 1985、のち集英社文庫
- 『まぁーるく生きて 詞の美しさを知っていますか』ハーレクイン・ドラマティック・エッセイ 1986、のち集英社文庫
- 『指輪の重さ』集英社 1989、のち文庫
- 『棘のあるシーツ』マガジンハウス 1992
- 『モンローでこぼこ』石原均絵 メディアファクトリー 1992
- 『花なら桜 わたし歳時記』青春出版社 1993
- 『愛とやすらぎの言葉 読むリラクゼーション』PHP研究所 1994
- 『赤い靴伝説 横浜物語』集英社 1995
- 『ちょっとだけ堕天使』講談社文庫 1995
- 『ベッドの軋み』マガジンハウス 1999
- 『大人になっても忘れたくないこと わたし歳時記 今日もどこかで幸せ見つけた』PHP文庫 2002
- 『ほっぺたぽろりんレシピ』家の光協会 2003
- 『蘭・乱・らん』主婦と生活社 2003

### 書評・解説
- 唯川恵『彼女は恋を我慢できない』集英社〈集英社文庫〉、1995年10月。ISBN 4087483959。）